# Жанашаруа (Аксуська міська адміністрація)
Жанашаруа́ (каз. Жаңашаруа) — село у складі Аксуської міської адміністрації Павлодарської області Казахстану. Входить до складу Кизилжарського сільського округу.
Населення — 66 осіб (2021; 154 у 2009, 232 у 1999, 329 у 1989).
Національний склад станом на 1989 рік:
- казахи — 100 %